# Cratere Nam Byeong-Cheol
Nam Byeong-Cheol è un grande cratere lunare di 132 km situato nella parte sud-orientale della faccia nascosta della Luna.